# Rhopalosiphoninus cephalospinulosus
Rhopalosiphoninus cephalospinulosus är en insektsart. Rhopalosiphoninus cephalospinulosus ingår i släktet Rhopalosiphoninus och familjen långrörsbladlöss. Inga underarter finns listade i Catalogue of Life.